# Harry Wittmann
Henry Curtis Wittmann, detto Harry (Lincoln, 17 dicembre 1885 – Lincoln, marzo 1968), è stato un pistard statunitense.
Wittmann partecipò ai Giochi olimpici di Saint Louis 1904 nelle gare di quarto di miglio e mezzo miglio di ciclismo. In entrambe le gare fu eliminato in semifinale.

## Piazzamenti

### Competizioni mondiali
- Giochi olimpici

St. Louis 1904 - Quarto di miglio: eliminato in semifinale
St. Louis 1904 - Mezzo miglio: eliminato in semifinale